# Recogne (Libramont-Chevigny)
Ne doit pas être confondu avec Recogne (Bastogne).
Recogne (en wallon R(i)cogne) est un village au cœur de l'Ardenne belge. Administrativement il est rattaché à la commune de Libramont-Chevigny située en Région wallonne dans la province de Luxembourg (Belgique). Le village est situé à environ 1,5 km à l'ouest de Libramont à une altitude d'environ 500 m. C'était une commune à part entière avant la fusion des communes de 1977.

## Évolution démographique
- Source: DGS, 1831 à 1970=recensements population, 1976= habitants au 31 décembre

## Économie
De nombreux commerces et quelques industries (comme L'Oréal) sont implantés à Recogne.